# أيرغاشيف جونغير
أيرغاشيف جونغير (6 مارس 1994 في طاجيكستان - ) هو لاعب كرة قدم طاجيكي في مركز الهجوم. شارك مع منتخب طاجيكستان تحت 21 سنة لكرة القدم ومنتخب طاجيكستان تحت 23 سنة لكرة القدم ومنتخب طاجيكستان لكرة القدم. أما مع النوادي، فقد لعب مع استقلال دوشنبه ودينامو برست ونادي خجند.

## روابط خارجية
- أيرغاشيف جونغير على موقع قاعدة بيانات كرة القدم.إي يو (الإنجليزية)
- أيرغاشيف جونغير على موقع ناشيونال فوتبول تيمز (الإنجليزية)
- أيرغاشيف جونغير على موقع Soccerway.com (الإنجليزية)